# Семейство Шьонберг
„Семейство Шьонберг“ (на немски: Familie Schönberg) е картина от австрийския художник Ричард Герстл от 1907 г.
Картината е нарисувана с маслени бои върху платно и е с размери 109,7 x 88,8 cm. Ричард Герстл е нарисувал групов портрет на семейството на австрийския композитор Арнолд Шьонберг, докато дава уроци по рисуване.
Част е от колекцията на Музея на съвременното изкуство във Виена, Австрия.